# Rune Velta
Rune Velta (19 juli 1989) is een Noorse schansspringer.

## Carrière
Velta maakte zijn wereldbekerdebuut in maart 2010 in Oslo. In december 2010 scoorde hij in Lillehammer zijn eerste wereldbekerpunten, twee weken later behaalde hij in Engelberg zijn eerste toptienklassering in een wereldbekerwedstrijd.
Op de wereldkampioenschappen skivliegen 2012 in Vikersund veroverde Velta de zilveren medaille. In de landenwedstrijd eindigde hij samen met Bjørn Einar Romøren, Anders Fannemel en Anders Bardal op de vierde plaats.

## Resultaten

### Olympische Winterspelen
| Jaar | Plaats | Resultaten                                   |
| ---- | ------ | -------------------------------------------- |
| 2014 | Sotsji | 22e HS106 24e HS140 6e Landenwedstrijd HS140 |

### Wereldkampioenschappen skivliegen
| Jaar | Plaats    | Resultaten            |
| ---- | --------- | --------------------- |
| 2012 | Vikersund | HS225 · 4e Team HS215 |

### Wereldbeker

#### Eindklasseringen
| Seizoen   | Algm | SV  | 4S  | NT  |
| --------- | ---- | --- | --- | --- |
| 2009/2010 | –    | –   | –   | 61e |
| 2010/2011 | 36e  | 31e | 56e |     |
| 2011/2012 | 17e  | 14e | 11e |     |
| 2012/2013 | 23e  | 14e | 12e |     |
| 2013/2014 | 30e  | 18e | 38e |     |
| 2014/2015 | 8e   | 5e  | 18e |     |

### Grand-Prix

#### Eindklasseringen
| Jaar | Plaats |
| ---- | ------ |
| 2010 | 39e    |
| 2011 | 29e    |
| 2012 | 51e    |
| 2013 | 31e    |
| 2014 | 22e    |
| 2015 | 38e    |